# Joshua Kennedy
Joshua Kennedy (Wodonga, 20 augustus 1982) is een voormalig in Nieuw-Zeeland geboren Australisch voetballer die bij voorkeur in de aanval speelt. Hij tekende in juni 2009 een contract bij Nagoya Grampus Eight nadat zijn eerdere werkgever Karlsruher SC degradeerde uit de Bundesliga. In juni 2006 debuteerde hij in het Australisch voetbalelftal, waarvoor hij daarna meer dan dertig interlands speelde.

## Clubcarrière
Kennedy begon als voetballer bij Carlton SC in eigen land. Vanaf 2000 speelde de aanvaller in de Duitse competities bij achtereenvolgens VfL Wolfsburg (2000–2002), Stuttgarter Kickers (2002–2003), 1. FC Köln (2003–2004), Dynamo Dresden (2004–2006) en 1. FC Nürnberg (2006–2007). Met 1. FC Nürnberg won Kennedy in 2007 de DFB Pokal, hoewel hij door een achillespeesblessure een groot deel van het seizoen 2006/2007 miste. In januari 2008 tekende hij een contract bij SC Karlsruhe.

## Interlandcarrière
Kennedy debuteerde op 7 juni 2006 voor het Australisch nationaal elftal in de vriendschappelijke interland tegen Liechtenstein. Hij scoorde direct in zijn eerste interland. De aanvaller werd door bondscoach Guus Hiddink opgenomen in de Australische selectie voor het Wereldkampioenschap voetbal 2006 in Duitsland. Kennedy speelde op dit toernooi als invaller in de groepswedstrijden tegen Japan en Kroatië. Hiddinks opvolger Pim Verbeek nam Kennedy vier jaar later ook mee naar het Wereldkampioenschap voetbal 2010. Daarop maakte hij zijn eerste speelminuten in het tweede groepsduel tegen Ghana (1–1), toen hij in de 68e minuut inviel voor Brett Holman. Het derde groepsduel tegen Servië (2–1 winst) speelde hij volledig.
Hij sloot zijn loopbaan af bij Melbourne City in juni 2015.
| Interlands van Joshua Kennedy voor Australië | Interlands van Joshua Kennedy voor Australië | Interlands van Joshua Kennedy voor Australië | Interlands van Joshua Kennedy voor Australië | Interlands van Joshua Kennedy voor Australië | Interlands van Joshua Kennedy voor Australië | Interlands van Joshua Kennedy voor Australië |
| №                                            | Datum                                        | Wedstrijd                                    | Uitslag                                      | Soort wedstrijd                              | Doelpunten                                   |                                              |
| Als speler bij Dynamo Dresden                | Als speler bij Dynamo Dresden                | Als speler bij Dynamo Dresden                | Als speler bij Dynamo Dresden                | Als speler bij Dynamo Dresden                | Als speler bij Dynamo Dresden                | Als speler bij Dynamo Dresden                |
| -------------------------------------------- | -------------------------------------------- | -------------------------------------------- | -------------------------------------------- | -------------------------------------------- | -------------------------------------------- | -------------------------------------------- |
| 1.                                           | 7 juni 2006                                  | Liechtenstein – Australië                    | 1 – 3                                        | Vriendschappelijk                            | 1                                            |                                              |
| 2.                                           | 12 juni 2006                                 | Australië – Japan                            | 3 – 1                                        | WK 2006                                      | 0                                            |                                              |
| 3.                                           | 22 juni 2006                                 | Kroatië – Australië                          | 2 – 2                                        | WK 2006                                      | 0                                            |                                              |
| Als speler bij 1. FC Nürnberg                |                                              |                                              |                                              |                                              |                                              |                                              |
| 4.                                           | 11 september 2007                            | Australië – Argentinië                       | 0 – 1                                        | Vriendschappelijk                            | 0                                            |                                              |
| Als speler bij Karlsruher SC                 |                                              |                                              |                                              |                                              |                                              |                                              |
| 5.                                           | 6 februari 2008                              | Australië – Qatar                            | 3 – 0                                        | Kwalificatie WK 2010                         | 1                                            |                                              |
| 6.                                           | 7 juni 2008                                  | Irak – Australië                             | 1 – 0                                        | Kwalificatie WK 2010                         | 0                                            |                                              |
| 7.                                           | 19 augustus 2008                             | Australië – Zuid-Afrika                      | 2 – 2                                        | Vriendschappelijk                            | 1                                            |                                              |
| 8.                                           | 6 september 2008                             | Nederland – Australië                        | 1 – 2                                        | Vriendschappelijk                            | 1                                            |                                              |
| 9.                                           | 15 oktober 2008                              | Australië – Qatar                            | 4 – 0                                        | Kwalificatie WK 2010                         | 1                                            |                                              |
| 10.                                          | 19 november 2008                             | Bahama's – Australië                         | 0 – 1                                        | Kwalificatie WK 2010                         | 0                                            |                                              |
| 11.                                          | 11 februari 2009                             | Japan – Australië                            | 0 – 0                                        | Kwalificatie WK 2010                         | 0                                            |                                              |
| 12.                                          | 1 april 2009                                 | Australië – Oezbekistan                      | 2 – 0                                        | Kwalificatie WK 2010                         | 1                                            |                                              |
| 13.                                          | 6 juni 2009                                  | Qatar – Australië                            | 0 – 0                                        | Kwalificatie WK 2010                         | 0                                            |                                              |
| Als speler bij Nagoya Grampus                |                                              |                                              |                                              |                                              |                                              |                                              |
| 14.                                          | 17 juni 2009                                 | Australië – Japan                            | 2 – 1                                        | Kwalificatie WK 2010                         | 0                                            |                                              |
| 15.                                          | 5 september 2009                             | Zuid-Korea – Australië                       | 3 – 1                                        | Vriendschappelijk                            | 0                                            |                                              |
| 16.                                          | 10 oktober 2009                              | Australië – Nederland                        | 0 – 0                                        | Vriendschappelijk                            | 0                                            |                                              |
| 17.                                          | 14 oktober 2009                              | Australië – Oman                             | 1 – 0                                        | Kwalificatie Azië Cup 2011                   | 0                                            |                                              |
| 18.                                          | 3 maart 2010                                 | Australië – Indonesië                        | 1 – 0                                        | Kwalificatie Azië Cup 2011                   | 0                                            |                                              |
| 19.                                          | 1 juni 2010                                  | Australië – Denemarken                       | 1 – 0                                        | Vriendschappelijk                            | 1                                            |                                              |
| 20.                                          | 5 juni 2010                                  | Verenigde Staten – Australië                 | 3 – 1                                        | Vriendschappelijk                            | 0                                            |                                              |
| 21.                                          | 19 juni 2010                                 | Ghana – Australië                            | 1 – 1                                        | WK 2010                                      | 0                                            |                                              |
| 22.                                          | 23 juni 2010                                 | Australië – Servië                           | 2 – 1                                        | WK 2010                                      | 0                                            |                                              |
| 23.                                          | 9 oktober 2010                               | Australië – Paraguay                         | 1 – 0                                        | Vriendschappelijk                            | 0                                            |                                              |
| 24.                                          | 5 juni 2011                                  | Australië – Nieuw-Zeeland                    | 3 – 0                                        | Vriendschappelijk                            | 2                                            |                                              |
| 25.                                          | 2 september 2011                             | Australië – Thailand                         | 2 – 1                                        | Kwalificatie WK 2014                         | 1                                            |                                              |
| 26.                                          | 6 september 2011                             | Saoedi-Arabië – Australië                    | 1 – 3                                        | Kwalificatie WK 2014                         | 2                                            |                                              |
| 27.                                          | 7 oktober 2011                               | Australië – Maleisië                         | 5 – 0                                        | Vriendschappelijk                            | 2                                            |                                              |
| 28.                                          | 11 oktober 2011                              | Australië – Oman                             | 3 – 0                                        | Kwalificatie WK 2014                         | 1                                            |                                              |
| 29.                                          | 11 november 2011                             | Oman – Australië                             | 1 – 0                                        | Kwalificatie WK 2014                         | 0                                            |                                              |
| 30.                                          | 15 november 2011                             | Thailand – Australië                         | 0 – 1                                        | Kwalificatie WK 2014                         | 0                                            |                                              |
| 31.                                          | 18 juni 2013                                 | Australië – Irak                             | 1 – 0                                        | Kwalificatie WK 2014                         | 1                                            |                                              |
| 32.                                          | 7 september 2013                             | Brazilië – Australië                         | 6 – 0                                        | Vriendschappelijk                            | 0                                            |                                              |
| 33.                                          | 11 oktober 2013                              | Frankrijk – Australië                        | 6 – 0                                        | Vriendschappelijk                            | 0                                            |                                              |
| 34.                                          | 15 oktober 2013                              | Canada – Australië                           | 0 – 3                                        | Vriendschappelijk                            | 1                                            |                                              |
| 35.                                          | 19 november 2013                             | Australië – Costa Rica                       | 1 – 0                                        | Vriendschappelijk                            | 0                                            |                                              |

Bijgewerkt t/m 24 maart 2014

## Cluboverzicht
| Seizoen | Club                 | Competitie       | Wedstrijden | Doelpunten |
| ------- | -------------------- | ---------------- | ----------- | ---------- |
| 2000/01 | VfL Wolfsburg        | Bundesliga       | 1           | 0          |
| 2001/02 | VfL Wolfsburg        | Bundesliga       | 7           | 2          |
| 2002/03 | Stuttgarter Kickers  | Regionalliga Süd | 23          | 2          |
| 2003/04 | 1. FC Köln           | Bundesliga       | 4           | 0          |
| 2004/05 | Dynamo Dresden       | 2. Bundesliga    | 34          | 9          |
| 2005/06 | Dynamo Dresden       | 2. Bundesliga    | 26          | 7          |
| 2006/07 | 1. FC Nürnberg       | Bundesliga       | 0           | 0          |
| 2007/08 | 1. FC Nürnberg       | Bundesliga       | 13          | 1          |
| 2007/08 | Karlsruher SC        | Bundesliga       | 10          | 4          |
| 2008/09 | Karlsruher SC        | Bundesliga       | 23          | 2          |
| 2009    | Nagoya Grampus Eight | J-League         | 15          | 6          |
| 2010    | Nagoya Grampus Eight | J-League         | 31          | 17         |
| 2011    | Nagoya Grampus Eight | J-League         | 31          | 19         |
| 2012    | Nagoya Grampus Eight | J-League         | 18          | 5          |
| 2013    | Nagoya Grampus Eight | J-League         | 27          | 12         |
| 2014    | Nagoya Grampus Eight | J-League         | 3           | 2          |